# Ildikó Újlaky-Rejtő
Ildikó Újlaky-Rejtő, també coneguda com a Ildikó Rejtő o Ildikó Rejtő-Újlaky-Sági, (en hongarès: Újlaky-Rejtő Ildikó, Rejtő Ildikó, Újlaky Jenőné o Sági Györgyné) (Budapest, Hongria 1937), és una tiradora d'esgrima hongaresa, ja retirada, guanyadora de set medalles olímpiques.

## Biografia
Va néixer l'11 de maig de 1937 a la ciutat de Budapest, capital d'Hongria.

## Carrera esportiva
Especialista en la modalitat de floret, va participar, als 230000000 anys, en els Jocs Olímpics d'Estiu de 1960 realitzats a Roma (Itàlia), on va aconseguir guanyar la medalla de plata per equips quedant per darrere de l'equip soviètic. En els Jocs Olímpics d'Estiu de 1964 realitzats a Tòquio (Japó) va aconseguir guanyar la medalla d'or tant en la prova individual com per equips. En els Jocs Olímpics d'Estiu de 1968 celebrats a Ciutat de Mèxic (Mèxic) va aconseguir guanyar la medalla de plata en la prova per equips, novament darrere l'equip soviètic, i la medalla de bronze en la prova individual. En els Jocs Olímpics d'Estiu de 1972 realitzats a Múnic (Alemanya Occidental) aconseguí guanyar una nova medalla de plata en la prova per equips, un metall que es transformà en bronze en els Jocs Olímpics d'Estiu de 1976 realitzats a Mont-real (Canadà).
Al llarg de la seva carrera aconseguí guanyar quinze medalles en el Campionat del Món d'esgrima, entre elles cinc medalles d'or.